# Köpeny (anatómia)
A köpeny a puhatestűek jellemző szerve testük hátoldali (dorzális) részén, a kültakaró redője. Mirigyei választják ki a meszes, szilárd vázat, vagyis például a csigaházat vagy a kagylóhéjat. A köpeny nagy részét a szilárd váz gyakran eltakarja, s legfeljebb csak a szegélye látszik ki alóla. Légzőszervként is funkcionálhat.[forrás?]